# Radio 93
Radio 93 (1977-1978) était une radio pirate militante basée à Saint-Denis.

## Histoire
Le 29 juin 1977, au restaurant universitaire de l'université Sorbonne Paris Nord, à Villetaneuse, Jean Ducarroir, chargé d'enseignement en économie, ancien membre de Lutte ouvrière, Patrick Farbiaz, ancien membre de l'Organisation communiste des travailleurs, Claude "Jimmy" Kiavué, étudiant dirigeant du Mouvement anti-autruche, et Jean-François Mela, professeur d'université en mathématiques, planifient la création d'une radio.
Le 31 juillet 1977, Radio 93 émet pour la première fois,,à Morestel en marge de la manifestation contre le Superphénix.
Elle reçoit à son antenne José Bové, lors d'une émission en direct depuis le plateau du Larzac, le 13 août 1977.
Le 13 septembre 1977, avec le partenariat du Comité d'action des prisonniers et la station Abbesses Écho, l'équipe de Radio 93 émet devant la prison de la Santé.
Elle s'installe au premier étage de la librairie Les Dégling's,,, au 4 rue Lanne à Saint-Denis,, le 7 mars 1978.
Son matériel est saisi le 28 avril 1978, en pleine émission. 
Le 2 mai 1978 au soir, une nouvelle émission a lieu grâce la station Les Nanas Radioteuses, qui prête son émetteur (l'émetteur de Radio Rocket, qui devait être utilisé, ayant été saisi l'après-midi même). Ce jour-là, en soutien, une centaine de personnes se réunissent devant la librairie,. L'émission est animée notamment par Félix Guattari, Jean Ducarroir, Patrick Farbiaz, Maurice Tubiana, Delfeil de Ton, et Jean-Pierre Faye.
Les membres de l'équipe de Radio 93 comparaissent au tribunal de Bobigny le 23 mai 1978. Jean Ducarroir, responsable de la station, est condamné le 30 mai 1978 à 5 000 francs d'amende. Yvonne Huriez, propriétaire de la librairie, et son compagnon sont condamnés pour leur part à 3 000 francs d'amende.
Radio 93 est, avec quelques autres, à l'origine de la Fédération nationale des radios libres en juin 1978.
Elle cesse définitivement d'émettre à l'été 1978, mais Jean Ducarroir et Patrick Farbiaz continuent à revendiquer son nom par la suite. Ils participent à la diffusion de Radio Riposte en juin 1979, et lancent Radio Paris 80 en 1980.

## Programmation
Dirigée par Jean Ducarroir et Patrick Farbiaz, accueillie dans la librairie Les Dégling's, Radio 93 émet sur 102 MHz et dispose d'un émetteur d'une puissance de 125 watts, qu'elle partage avec la station Radio Prolo, station animée par Yvonne Huriez,. Elle donne une place importante à la communauté portugaise et couvre l'incendie d'un foyer Sonacotra,. Son objectif revendiqué est de donner la parole aux chômeurs, aux ouvriers et aux marginaux.